# Mouzay (Meuse)
Mouzay é uma comuna francesa na região administrativa de Grande Leste, no departamento de Meuse. Estende-se por uma área de 35,73 km². Em 2010 a comuna tinha 709 habitantes (densidade: 19,8 hab./km²).